# Canton d'Aigurande
Le canton d'Aigurande est une ancienne division administrative française, située dans le département de l'Indre, en région Centre-Val de Loire.
À la suite du redécoupage cantonal de 2014, le canton a été supprimé en mars 2015, les communes dépendent désormais du canton de Neuvy-Saint-Sépulchre.

## Géographie
Ce canton était organisé autour de la commune d'Aigurande, dans l'arrondissement de La Châtre. Il se situait dans le sud du département.
Son altitude variait de 197 m (Saint-Plantaire) à 467 m (Crevant).

## Histoire
Le canton fut créé le 15 février 1790. En 1801,, une modification est intervenue.
Il a été supprimé en mars 2015, à la suite du redécoupage cantonal de 2014.

## Représentation

### Conseillers généraux de 1833 à 2015
| Période                                  | Période      | Identité                                   | Étiquette            | Qualité |
| ---------------------------------------- | ------------ | ------------------------------------------ | -------------------- | --- |
| 1833                                     | 1848         | Quartus Choppy                             | ?                    | Maire d'Aigurande Chirurgien militaire |
| 1848                                     | 1858         | Jean-Baptiste Théodore Lenoble (1797-1858) | ?                    | Maire de Lourdoueix-Saint-Michel Officier supérieur en retraite Ancien garde du corps du Roi                                                                                                |
| 1858                                     | 1869         | Pierre Gédéon Choppy (1817-1869)           | ?                    | Avocat et juge de paix à Aigurande |
| 1869                                     | 1894,        | Léon Clément                               | Conservateur Libéral | Avocat au Conseil d'État et à la Cour de cassation puis Magistrat Sénateur de l'Indre (1876-1894) Maire d'Orsennes Président du conseil général de l'Indre                                  |
| 1894                                     | 1901         | Jacques Théodore Boulade (1846-1912)       | Républicain          | Maire d' Aigurande Suppléant du juge de paix, conseiller d'arrondissement Notaire |
| 1901                                     | 1902,        | Ferdinand Loutil (1856-1902)               | Républicain          | Suppléant du juge de paix |
| 1902                                     | 1923,        | Maurice Fontaine (1859-1923)               | Radical              | Maire d'Aigurande Capitaine en retraite Propriétaire Agent général d'assurances |
| 18 mars 1923                             | 1925         | Firmin Auclair                             | RG                   | Adjoint au maire d'Aigurande Pharmacien |
| 1925                                     | 1940         | René Fontaine (1891-1981)                  | RG                   | Médecin à Aigurande |
|                                          |              |                                            |                      | |
| 1942                                     | 1945         | Marcel Lamoureux                           | Conservateur         | Conseiller d'arrondissement Adjoint au maire d'Aigurande Conseiller départemental en 1942                                                                                                   |
|                                          |              |                                            |                      | |
| 1945                                     | octobre 1967 | René Fontaine                              | DVD                  | Médecin à Aigurande |
| octobre 1967                             | mars 1979    | Serge Leprat (1912-1983)                   | DVD                  | Médecin, Aigurande |
| mars 1979                                | mars 1992    | Pascal Courtaud                            | PS                   | Maire d'Aigurande (1995-2014) Plus jeune conseiller général de France en 1979 |
| mars 1992                                | mars 2015    | Louis Pinton,                              | UDF puis UMP         | Sénateur de l'Indre (2007-2016) Président du conseil général de l'Indre depuis 1998 Ancien maire-adjoint d'Orsennes Élu en 2015 dans le Canton de Neuvy-Saint-Sépulchre Docteur vétérinaire |
| Les données manquantes sont à compléter. |              |                                            |                      | |

### Résultats électoraux
- Élections cantonales de 2004 : Louis Pinton (UMP) est élu au 1er tour avec 62,88 % des suffrages exprimés, devant Daniel Calame (PRG) (24,3 %) et Thérèse Perrin (FN) (6,45 %). Le taux de participation est de 68,74 % (3 788 votants sur 5 511 inscrits)[11].
- Élections cantonales de 2011 : Louis Pinton (UMP) est élu au 1er tour avec 62,01 % des suffrages exprimés, devant Daniel Calame (PRG) (29,77 %) et Jean-Claude Chicaud (PCF) (4,48 %). Le taux de participation est de 46,13 % (2 897 votants sur 6 280 inscrits)[12].

### Conseillers d'arrondissement (de 1833 à 1940)
Le canton d'Aigurande avait deux conseillers d'arrondissement.
| Période                                  | Période          | Identité                             | Étiquette    | Qualité |
| ---------------------------------------- | ---------------- | ------------------------------------ | ------------ | --- |
| 1833                                     | 1836             | Constantin Delage                    |              | Propriétaire, maire de Montchevrier                                                                         |
| 1833                                     | 1848             | Louis François Yvernault (1790-1863) |              | Propriétaire, maire de Crevant                                                                              |
|                                          |                  |                                      |              | |
|                                          | 1884 (décès)     | M. Guignard                          |              | |
|                                          |                  |                                      |              | |
| av.1886                                  | 1891 (décès)     | Léon Rondeau (1815-1891)             | Républicain  | Vétérinaire à Aigurande                                                                                     |
| av.1886                                  | 1894 (démission) | Jacques Théodore Boulade (1846-1912) | Républicain  | Maire d' Aigurande, notaire                                                                                 |
|                                          |                  |                                      |              | |
|                                          | 1899 (décès)     | M. Picaud                            |              | |
|                                          | 1902 (décès)     | Paul-Ferdinand Loutil (1856-1902)    |              | Médecin, adjoint au maire d'Aigurande                                                                       |
|                                          |                  |                                      |              | |
| 1922                                     |                  | M. Simonet                           | RG           | |
| 1922                                     |                  | Frédéric Auvillain (1897-1941)       | Républicain  | Négociant en vins, Aigurande                                                                                |
|                                          | 1940             | Télémaque Doucet                     | Conservateur | Agriculteur, maire de Montchevrier                                                                          |
|                                          | 1940             | Marcel Lamoureux                     | Conservateur | Adjoint au maire d'Aigurande                                                                                |
| 1940                                     |                  |                                      |              | Les conseils d'arrondissement ont été suspendus par la loi du 12 octobre 1940 et n'ont jamais été réactivés |
| Les données manquantes sont à compléter. |                  |                                      |              | |

## Composition
Le canton d'Aigurande, d'une superficie de 284,19 km2, était composé de neuf communes.
- Aigurande
- La Buxerette
- Crevant
- Crozon-sur-Vauvre
- Lourdoueix-Saint-Michel
- Montchevrier
- Orsennes
- Saint-Denis-de-Jouhet
- Saint-Plantaire

## Démographie

### Évolution démographique
| 1962   | 1968  | 1975  | 1982  | 1990  | 1999  | 2006  | 2012  | 2015  |
| ------ | ----- | ----- | ----- | ----- | ----- | ----- | ----- | ----- |
| 10 568 | 9 872 | 8 798 | 8 049 | 7 159 | 6 209 | 6 100 | 5 839 | 5 832 |

### Âge de la population
La pyramide des âges, à savoir la répartition par sexe et âge de la population, du canton d'Aigurande en 2009 ainsi que, comparativement, celle du département de l'Indre la même année sont représentées avec les graphiques ci-dessous.
La population du canton comporte 48,8 % d'hommes et 51,2 % de femmes. Elle présente en 2009 une structure par grands groupes d'âge plus âgée que celle de la France métropolitaine.
Il existe en effet 34 jeunes de moins de 20 ans pour cent personnes de plus de 60 ans, soit un indice de jeunesse de 0,34, alors que pour la France cet indice est de 1,06. L'indice de jeunesse du canton est également inférieur à celui  du département (0,67) et à celui de la région (0,95).
| Hommes | Classe d’âge | Femmes |
| ------ | ------------ | ------ |
| 0,8    | 90 ans ou +  | 1,8    |
| 15,5   | 75 à 89 ans  | 20,4   |
| 23,2   | 60 à 74 ans  | 22,4   |
| 23,6   | 45 à 59 ans  | 21,7   |
| 16,7   | 30 à 44 ans  | 13,6   |
| 9,9    | 15 à 29 ans  | 9,2    |
| 10,4   | 0 à 14 ans   | 10,8   |

| Hommes | Classe d’âge | Femmes |
| ------ | ------------ | ------ |
| 0,5    | 90 ans ou +  | 1,6    |
| 9,6    | 75 à 89 ans  | 13,8   |
| 17,0   | 60 à 74 ans  | 17,5   |
| 22,1   | 45 à 59 ans  | 20,6   |
| 19,2   | 30 à 44 ans  | 17,8   |
| 15,0   | 15 à 29 ans  | 13,6   |
| 16,6   | 0 à 14 ans   | 15,1   |